# Volcà de Pujalós
El Volcà de Pujalós és un volcà extint de la Serralada Transversal situat al municipi d'Olot, a la comarca catalana de la Garrotxa.
Es tracta d'un dels volcans quaternaris més antics del Parc Natural de la Zona Volcànica de la Garrotxa. Es va constuïr per escòries, entre les quals apareixen enclavaments de roques de considerables dimensions i d'interès científic. La seva altitud va dels 725 fins als 782 metres. Amb forma hemisfèrica, té una base circular d'uns 500 metres de diàmetre visible des de l'aire. És molt proper al volcà del Croscat.